# Operazioni speciali (film)
Operazioni speciali (Operações Especiais) è un film del 2015 diretto da Tomas Portella.
Pellicola brasiliana che racconta la storia di alcuni membri di un celebre battaglione per le Operazioni Speciali della Polizia Militare dello Stato di Rio de Janeiro.

## Trama
Un gruppo di poliziotti onesti viene inviato in una cittadina non lontana da Rio, dove sono stati uccisi due bambini e imperversa la corruzione e la violenza, alimentata da una cricca di potenti locali.
Risolvono il problema mentre la nuova agente, appena uscita dall'accademia, viene mandata in prima linea senza alcuna preparazione. Trovandosi sotto il fuoco dei criminali e disprezzata dalla sua stessa squadra - tutta al maschile - che la considera inadatta al ruolo, Francis deve superare i propri limiti per dimostrare che vale quanto (e magari più) dei suoi colleghi maschi. Dopo aver catturato i due assassini dei bimbi, vengono acclamati dall'opinione pubblica locale. Ma in breve la legge, applicata contro gli interessi dei potenti, che coinvolgono a caduta quelli dell'intera città, inizia a essere contrastata violentemente. Dialoghi, battute e commenti ironici, ci ricordano le linee tipiche dei film americani. Inoltre, la posizione delle telecamere e gli effetti speciali sono chiaramente influenzati da Hollywood.

## Produzione
- Rodrigo Castellar producer
- Lucas de Andrade assistant producer
- João Queiroz Filho co-producer
- Tomas Portella co-producer
- Martina Rupp co-producer
- Thiago Silva post production producer
- Pablo Torrecillas producer
- L.G. Tubaldini Jr. co-producer

## Musiche
- Eduardo Aram (come Dudu Aram)
- Antonio Pinto